# Ведерников, Герман Иванович
Герман Иванович Ведерников (4 ноября 1919, дер. Верхний Конец, Вятская губерния — 24 августа 1945, Сосновец, Польша) — командир орудия 371-го артиллерийского полка, старшина — на момент представления к награждению орденом Славы 1-й степени.

## Биография
Родился 4 ноября 1919 года в деревне Верхний Конец. Окончил 7 классов, ветеринарный техникум в городе Уржуме. Работал зоотехником в колхозе.
В 1939 году был призван в Красную Армию Уржумским райвоенкоматом. В боях Великой Отечественной войны с июня 1941 года. Артиллерист Ведерников участвовал в обороне Москвы и Сталинграда, прошёл с боями всю Украину, Польшу и Восточную Германию. Член ВКП(б)/КПСС с 1943 года.
5 апреля 1944 года при отражении контратаки противника в районе населённого пункта Езерна командир орудия старший сержант Ведерников точным выстрелом поджёг танк, прорвавшийся к нашим позициям. Приказом от 14 апреля 1944 года старшина Ведерников Герман Иванович награждён орденом Славы 3-й степени.
31 июля 1944 года в боях на подступах к деревне Пшесада старшина Ведерников огнём из орудия отразил контратаку пехоты и танков, истребил свыше взвода вражеских солдат, подбил 2 танка. Когда орудие вышло из строя, продолжал вместе с расчётом вести бой из личного оружия. Приказом от 21 октября 1944 года старшина Ведерников Герман Иванович награждён орденом Славы 2-й степени.
12 февраля 1945 года в бою за расширение плацдарма на левом берегу реки Висла в районе населённого пункта Рыгулья старшина Ведерников в критическую минуту выкатил орудие на открытую огневую позицию. Расчёт под его командованием уничтожил до 20 солдат противника, 2 пулемёта и миномётную батарею. За этот бой был представлен к награждению орденом Славы 1-й степени. О высокой награде Родины боец не узнал. В самом конце войны, 7 мая 1945 года, он был тяжело ранен, был поврежден позвоночник. Скончался от полученных ран в госпитале 24 августа 1945 года. Похоронен в городе Сосновец на русско-польском кладбище.
Указом Президиума Верховного Совета СССР от 15 мая 1946 года за образцовое выполнение заданий командования в боях с немецко-вражескими захватчиками старшина Ведерников Герман Иванович награждён орденом Славы 1-й степени. Стал полным кавалером ордена Славы.
Награждён орденами Красной Звезды, Славы 3-х степеней, медалями.

## Память

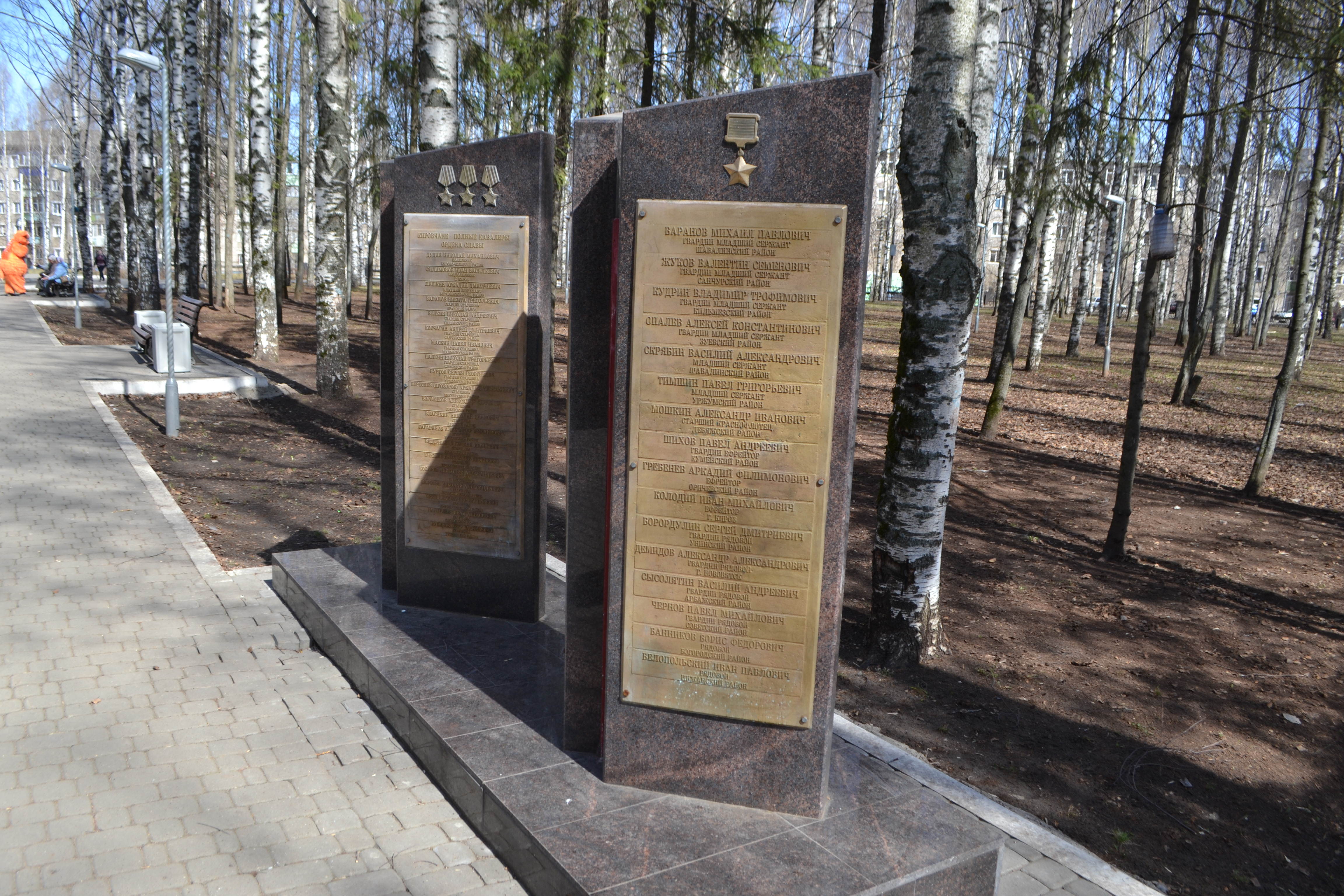
Имя Героя выбито на гранитной стеле на Аллее Славы в парке Победы города Кирова 2019.

- Имя Героя выбито на гранитной стеле на Аллее Славы в парке Победы города Кирова 2019.

## Комментарии
1. ↑  Деревня Верхний Конец входила в состав Мазарской волости (с 1926 года — Байсинского сельсовета) Уржумского уезда, затем — Уржумского района, Буйского района (1945—1955), Лебяжского района Кировской области;[1]. С 14 августа 1959 — в составе Уржумского района; 14 декабря 1962 деревня Верхний Конец включена в черту Байсы[2].